# 巴丁 (佛羅里達州)
巴丁（英語：Bardin）是位於美國佛羅里達州普特南縣的一個非建制地區。該地的面積和人口皆未知。

## 地理
巴丁的座標為29°42′52″N 81°43′29″W / 29.71444°N 81.72472°W，而該地的平均海拔高度為6米（即20英尺）。